# Château de Longecombe

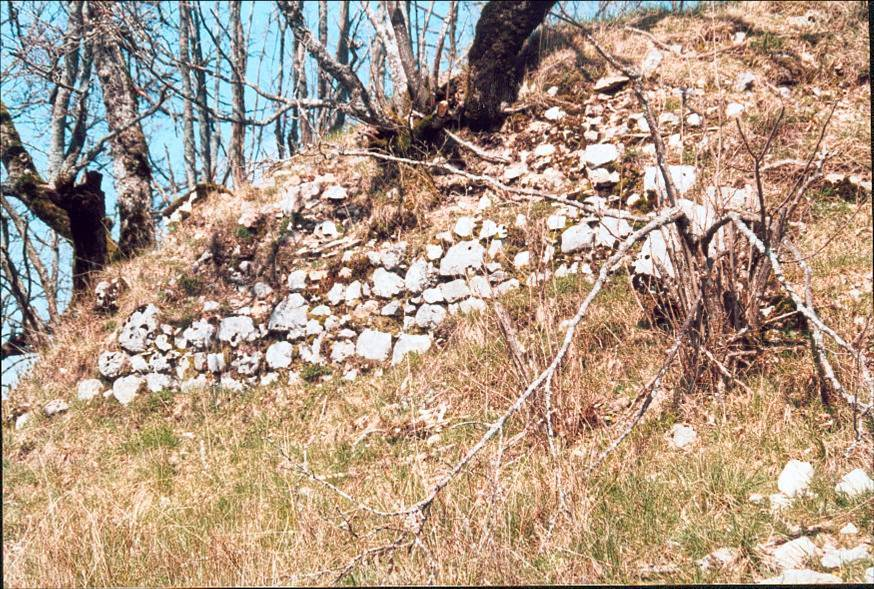
ruines du château de Longecombe

Le château de Longecombe est une ancienne bâtie du début du XIIIe siècle, centre de la seigneurie de Longecombe, dont les vestiges se dressent sur la commune de Plateau d'Hauteville dans le département de l'Ain en région Auvergne-Rhône-Alpes.

## Localisation
Les vestiges du château de Longecombe sont situés dans le département français de l'Ain sur la commune de Plateau d'Hauteville, à 5 kilomètres au sud-ouest du bourg actuel d'Hauteville, au village de Longecombe, sur le promontoire qui le domine et ou a été érigée la vierge en 1856.

## Historique
Comme seigneurie, Longecombe était en 1200-1217 la possession de Pierre de Nucey, chevalier. En 1247, Humbert de Nucey, Marguerite, sa femme, et ses six enfants reconnurent tenir en fief de l'abbé de Saint-Sulpice leur maison de Longecombe, qui passa à des gentilshommes qui en portaient le nom.
Le 7 mai 1267, Humbert et Guillaume de Longecombe confessèrent tenir du comte de Savoie ce qu'ils avaient à Corcelles, dans la combe de Charabotte, et leur château de Longecombe. Le 17 septembre 1297, Humbert de Longecombe renouvela cette reconnaissance au nom de Pierre, son fils, qui en avait reçu une nouvelle inféodation, vers 1280.
Longecombe n'était d'abord qu'un simple fief. Amédée VIII de Savoie, en concède, le 27 août 1461 par lettres, la justice haute, moyenne et basse, à Jean de Longecombe, écuyer de la duchesse de Savoie. Jean en fera hommage, au château de Morestel, au duc de Savoie, le 18 novembre 1482, en présence d'Anthelme de Miolans, maréchal de Savoie, Antoine de Lévis (des comtes de Villars), Gabriel de Seyssel, baron d'Aix, George de Menthon, baron de Coligny-le-Neuf (Coligny), Jean de Lornay et Jeanet de Valpergue, protonotaire apostolique, André de Martel, seigneur de Grammont (Ceyzérieu), président des comptes et Antoine de la Forest, gouverneur de Nice.
Le 26 avril 1447, à Genève, ledit Jean, seigneur de Longecombe, en fait hommage au duc Louis de Savoie ; sont présents Pierre de Marchant, chancelier de Savoie, Louis, seigneur de Langins, Jean Mareschal, trésorier général de Savoie et Louis de Bonnivard, seigneur de Saint-Michel, écuyer. Cette terre était encore dans la famille de Longecombe lors de la convocation des États généraux.
La famille de Longecombe, dont Guichenon a écrit la généalogie, a donné, entre autres personnages, Antoine-Barthélemy de Longecombe, marquis de Thoy, lieutenant général des armées de Louis XIV, créé, en 1710, par Philippe V, capitaine général des armées espagnoles. « Il se distingua fort et servit très-utilement à la bataille de Villaviciosa », dit le duc de Saint-Simon. Il avait cependant reçu, auparavant, deux graves blessures à la prise de Brihuega « où, dit Larrey, Histoire de Louis XIV, il se distinguait à la tête des grenadiers et attaqua le premier retranchement des Anglais ; il y commandait aussi les piquiers ». Au milieu du XVIIe siècle, Antoine de Longecombe, écuyer, en est le seigneur en chef du nom et armes de Longecombe.
Joseph-Marie de Longecombe, marquis de Thoy, né le 17 décembre 1765, mort à Lyon, le 13 septembre 1844, le dernier de son nom, a laissé deux filles : Louise, mariée à Oronce Maigre de la Motte et Suzanne, veuve, depuis 1845, du dernier marquis de Moyria-Châtillon.
Guigue qui écrivait au XIXe siècle estimait que le château avait été détruit depuis longtemps. Au XVe siècle la maison forte est abandonné au profit d'un manoir, le manoir de Longecombe, situé près des habitations. Celle ci n'existe plus depuis très longtemps. 
La famille de Longecombe est partagée en deux branches : celle des marquis de Thoy et celle des seigneurs du fief du même nom. Le marquis habitait en sa demeure de Virieu-le-Grand. D'autres nobles ou bourgeois habitaient la même rue. Ces maisons sont toujours visible en 2022. Le marquis de Thoy, propriétaire d'un régiment se ruina. L'épée d'argent offert par le roi d'Espagne, en récompense de ses services, fut mis en gage à Paris pour payer les dettes.